# Geo-Disaster
Pour plus de détails, voir Fiche technique et Distribution.
Geo-Disaster est un téléfilm d'action et de science-fiction américain, écrit et réalisé par Thunder Levin, sorti en 2017. Il met en vedettes comme acteurs principaux Matthew Pohlkamp, Erich Riegelmann et M. Steven Felty.
Geo-Disaster, comme beaucoup de films de The Asylum, est un mockbuster, celui de Geostorm, de Dean Devlin, avec pour acteur principal Gerard Butler. Sa sortie coïncide avec celle sur grand écran du blockbuster, qui lui bénéficie d’un budget de promotion conséquent.

## Synopsis
Une pluie d'antimatière venue de l'espace déclenche sur la Terre une série de cataclysmes quand elle l'atteint : un supervolcan entre en éruption, un méga tremblement de terre se combine avec une tornade monstrueuse pour causer des destructions jamais vues jusqu'alors. Est-ce l'Apocalypse qui débute pour l'humanité ? Au milieu de ces catastrophes d'ampleur mondiale, nous suivons le destin d'une famille de Los Angeles qui était en vacances dans le Nord-Ouest des États-Unis. Ses membres, séparés par les évènements et en danger de mort, vont devoir s'unir pour espérer survivre,,.

## Distribution
- Matthew Pohlkamp : Matt Mason
- Erich Riegelmann : Rick Mason
- M. Steven Felty : Roberto Gianelli[1]
- Natalie Pelletier : Johanna Mason
- Maggie Rose Hudson : Kaley Mason
- Isabella Bazler : Cassie Mason
- Deyo Forteza : Rajesh Vasquez
- Nathan Leung : Noah Smith
- Tammy Klein : Dr. M. Picciotto
- Jay Cardell : Rodney Jackson
- Annie Quigley : Aurora
- Channing McKindra : May
- Phong Tran : homme à moto
- Eric Paul Erickson : chef des survivalistes
- Ryan Patrick Shanahan : Oliver
- Taylor Plecity : Femme survivaliste
- Tamario Fletcher : conducteur survivaliste
- Pat Jankiewicz : homme mort dans la cage d'escalier[4]

## Production

### Tournage
Le tournage a eu lieu à Hyperion Water Reclamation Plant, 12000 Vista del Mar, Playa del Rey, à Los Angeles, en Californie, aux États-Unis.

## Sortie
Le film est sorti le 3 octobre 2017 aux États-Unis pour capitaliser sur la sortie de Geostorm, sorti le 20 octobre 2017.

## Accueil

### Accueil critique
Geo-Disaster a obtenu un score d’audience de 14% sur Rotten Tomatoes